# Эзель-Викское епископство

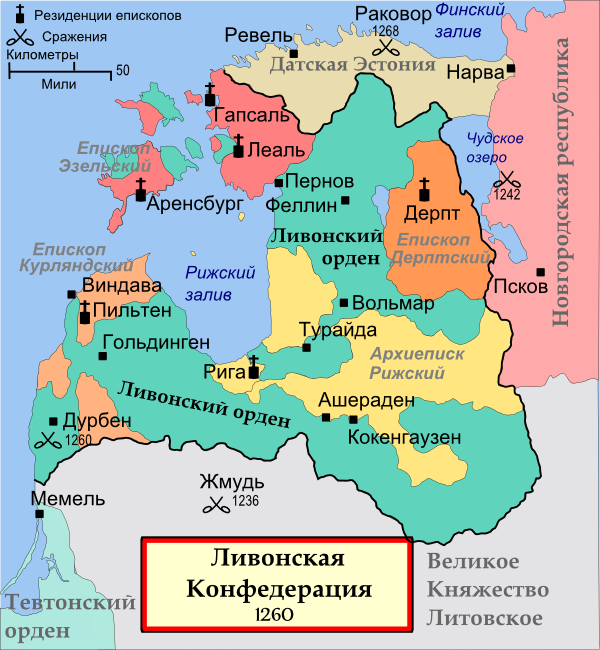
Эзель-Викское епископство во второй половине XIII века

Э́зель-Ви́кское епи́скопство, также Э́зельская епископи́я (нем. Bistum Ösel-Wiek); в эстонских источниках Сааре-Ляэнемааская епископия (эст. Saare-Lääne piiskopkond) — духовно-феодальное княжество, существовавшее в западной, а также островной части современной республики Эстония в период 1228—1560 годов. Возникло в 1227—1228 годах, после того как Эзель подчинили в результате крестового похода с Готланда, инициированного папским легатом Вильгельмом Моденским. Ранее эти земли оспаривали рижский епископ и Орден меченосцев, с 1237 года влившийся в Ливонский орден, с одной стороны, и Датское королевство, с другой. Поводом к походам германских крестоносцев было завоевание и насильственная христианизация местных прибалтийских племён (эсты, ливы, летты и т. д.), основной целью — захват земли и колонизация её немецкими поселенцами.
Эзель-Викская епископия была провозглашена 1 октября 1228 года, окончательно оформилась к 1234 году. Верховными руководителями княжества стали немецкие епископы и приближённое к ним немецкое духовенство, эксплуатировавшее местных эстонских крестьян. В годы своего расцвета Ливонский орден, Рижское архиепископство, Курляндское епископство, Дерптское епископство и Эзель-Викское епископство образовывали так называемую Ливонскую конфедерацию пяти феодальных государств Германской средневековой Прибалтики.

## Устройство

Эзель-Викское епископство (оранжевое) в первой половине XVI веке

### Католическая колонизация
В 1157 году состоялся первый крестовый поход шведского короля Эрика в Финляндию и было учреждено первое епископство в этих землях под началом Генриха.
В 1193 году папа Целестин III объявил крестовый поход против прибалтийских язычников с целью обратить их в католичество и вывести из-под влияния православия.
В 1204 году папа Иннокентий III уполномочил лундского архиепископа объявлять крестовые походы в Прибалтику, создав своеобразный противовес растущему влиянию рижской епархии в этом регионе.
Эзельцы дольше других сопротивлялись католической колонизации. Они успешно отбили первую попытку короля датского Вальдемара II в 1206 году, когда он с армией высадился на острове, чтобы основать там крепость.
В 1209 году начинается проникновение ливонских миссионеров на земли эстов. В том же году немецкие крестоносцы вместе с латгалами предпринимают поход на эстов.
В конце 1214 года немцы начинают большую войну за Эстонию (1214—1224) с похода в Вик (Роталия, Ляэнемаа).
В 1215 году немцы совершают поход в Сакалу, на который эсты отвечают походами в Ливонию из Эзеля и Вика, из Сакалы и Уганди. Затем немцы предпринимают три опустошительных похода на Уганди.
Зимой 1215—1216 годов немцы проводят крестовые походы на Роталию и Эзель. Полоцкое княжество начинает подготовку к большому контрнаступлению в Ливонии, которое не состоялось из-за смерти князя Владимира весной 1216 года.
Летом 1222 года на Эзеле высаживаются датчане.
В начале 1223 года разгорается большое антинемецкое восстание в Эстонии, эсты захватывают Вильянди и Дерпт и обращаются за военной поддержкой к Новгороду, получая её согласно заключенному тогда же договору. После недолгого владения Юрьевом (Дерптом), отбитым немцами весной 1224 года, новгородцы подписывают с ливонцами мирный договор и отказываются от претензий на Эстонию. Однако Эзель ещё остается непокоренным.
В 1225 году в Ригу прибывает папский легат Вильгельм Моденский. Во время объезда колонизованных территорий в крепости Оденпе его посетили послы датчан из Ревеля и эстонцы из Поморья. Первые пожаловались ему «на свои бедствия и войны», а приморские эстонцы, «всегда воевавшие с датчанами», сообщили о готовности «отдать под его власть свои земли и области, как они всегда предлагали и рижанам, лишь бы получить защиту от датчан и эзельцев»[9].
По возвращении в Ригу легат «отправил послов к датчанам и эзельцам, предлагая прекратить войну, принять от него мир и подчиниться его предписаниям». Меченосцы из Оденпе поняли это буквально и осенью 1225 г. захватили все датские владения на севере Эстонии. 28 апреля 1226 года папский легат направился на Готланд собирать крестоносное войско для покорения Эзеля. В походе согласились участвовать только немцы Висбю. Местные жители Готланда (готы) и датчане отказались. Поход на остров состоялся в начале 1227 года, местные жители были обращены в христианство, а на их земле было образовано епископство, которое включило Эзель с соседними островами и Приморье (Вик). Это епископство было включено в диоцез Рижского.

### Территория

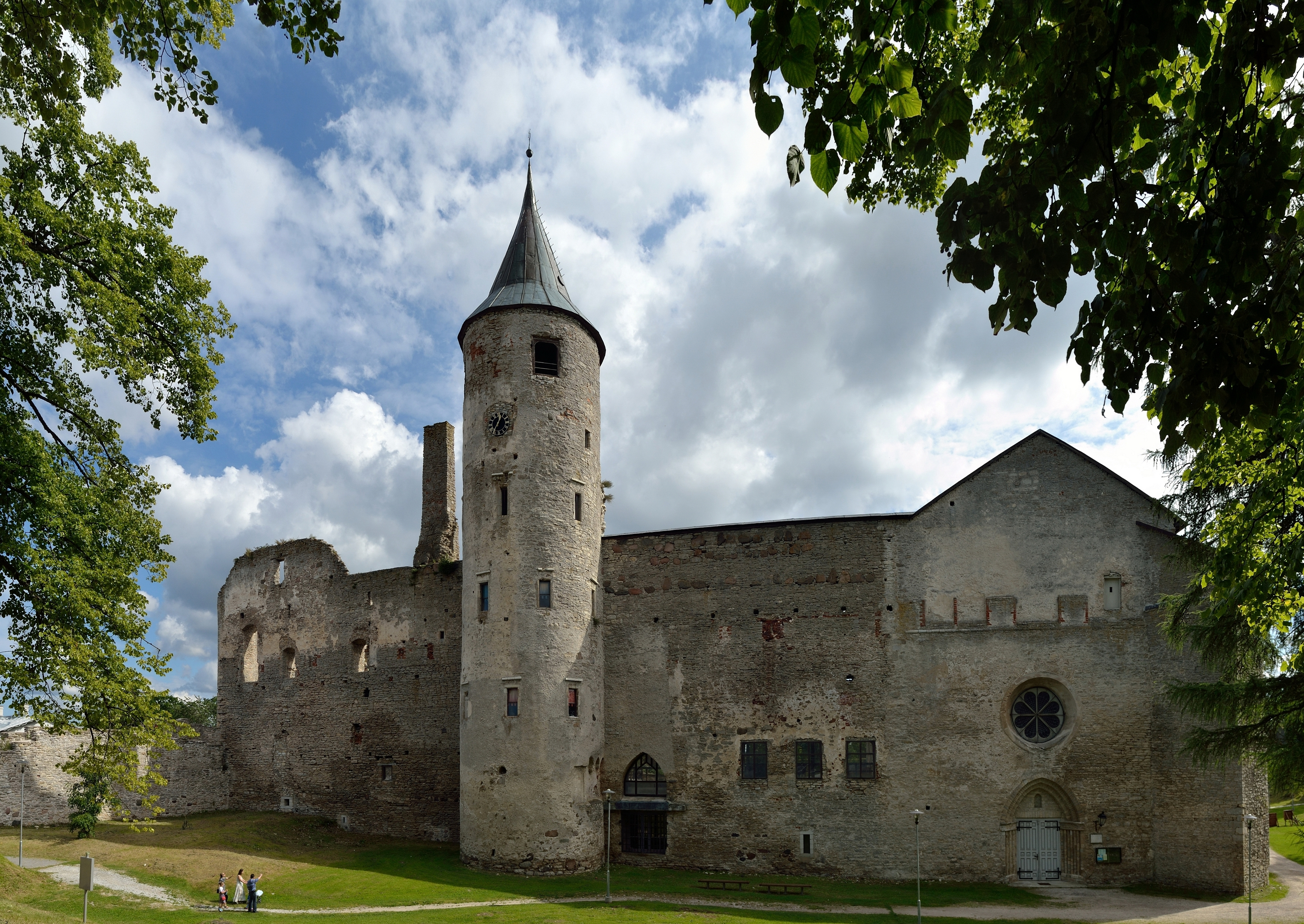
Гапсальский замок епископов

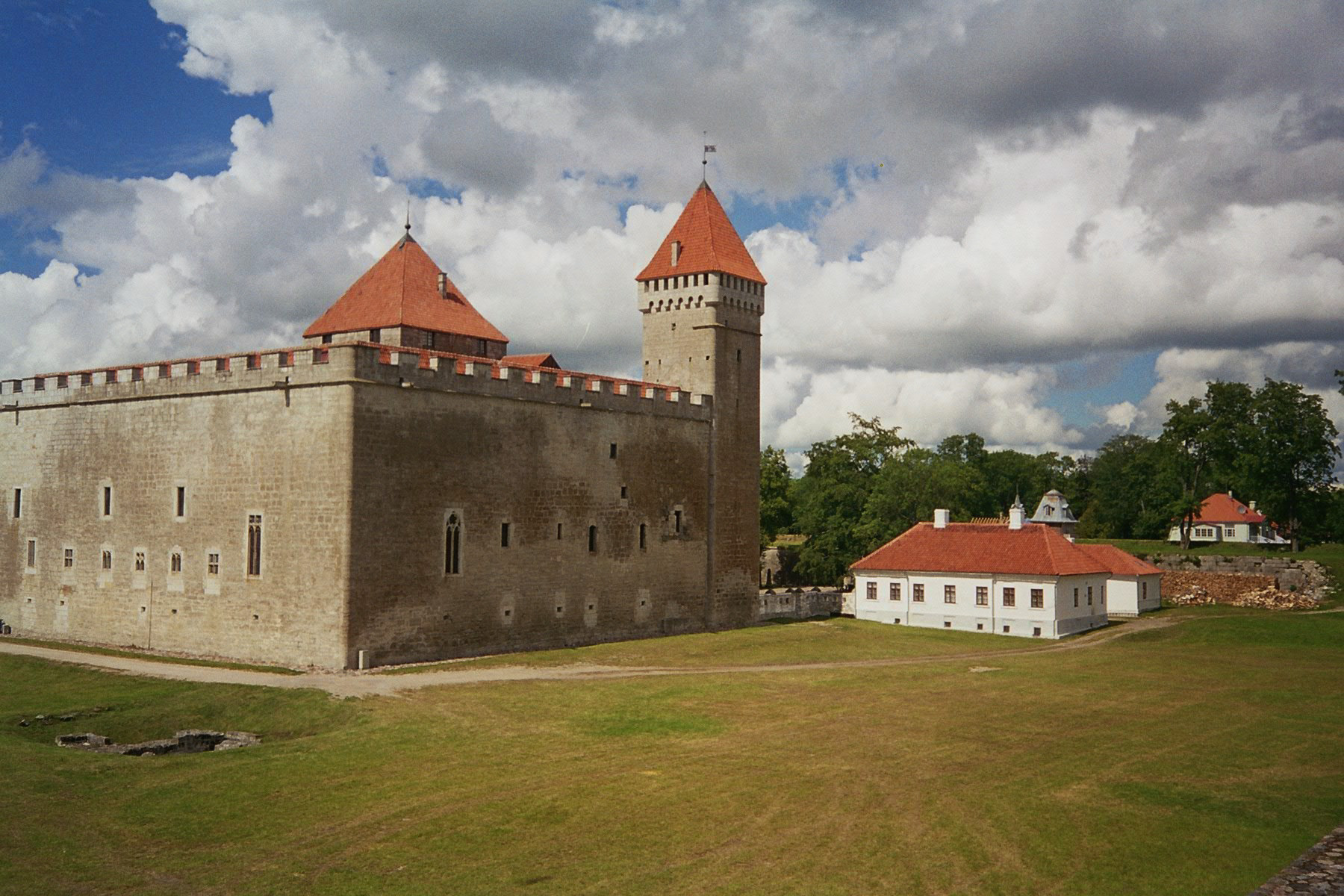
Епископский замок в Аренсбурге

Территория Эзель-Викского епископства создавалась стихийно в ходе прибалтийских крестовых походов и включала в себя несколько анклавов: части островов Сааремаа (по-немецки «Эзель» — откуда и пошло его название), Хийумаа, более мелкие острова, а также земли Ляэнемаа на континенте, внутри которого имелись чересполосные анклавы собственно Ливонского ордена. Общая площадь епископии составляла 7.600 км², состоявших из нескольких бейливиков. Сам епископ являлся вассалом Священной Римской империи, а также, номинально — Римского папы.
Епископство поначалу являлось католическим, однако в 16 веке всё большее распространение в нём получило лютеранство. В ходе Реформации были уничтожены и разграблены ценное имущество и произведения средневекового искусства. Часть сохранённых сокровищ, в том числе резной деревянный алтарь работы любекского мастера Бальтазара Рашки, ныне выставлена в музее Сааремаа.
Резиденция епископов постоянно менялась. Сначала столицей был Леаль, с 1251 года — Старый Пярну (Перона), около 1265 года переместилась в город Гапсаль, затем на островную крепость Аренсбург (Курессааре), который разделил столичную функцию с Гапсалем.

### Датское и шведское правление
В XIII—XIV веках Ливонский орден пытался создать в Ливонии единое государство для противостояния России и Польше. В него он стремился включить и Эзель-Викское епископство. В ходе Ливонской войны 1558—1583 годов Ливонский орден потерпел поражение от русских войск. Ища защиты на западе, епископ эзель-викский, а также Курляндский, Иоганн Мюнхгаузен в 1559 году согласился продать свои владения датскому королю Фредерику II, который в 1560 году передал их как апанаж своему брату, герцогу Магнусу. В 1561 году земли епископства были подчинены Дании, хотя духовенству было позволено управлять островом Сааремаа до 1573 года.
В 1582—1583 годах завершился раздел земель бывшего епископства. Немецкие феодалы на континенте и острове Хийумаа, опасавшиеся русских и польских войск, присягнули на верность шведскому королю. Образовалась Шведская Эстония. Южные острова Муху и Сааремаа закрепила за собой Дания, владевшая ими до 1645 года.
Остров Сааремаа и ряд более мелких находились с 1559 по 1645 годы под властью Дании. Большая часть земель принадлежала государству, её контролировал королевский наместник. В отличие от земель под шведским и польским контролем, к участию в деятельности местных органов власти привлекались крестьяне. По Брёмсебрускому мирному договору 1645 года Сааремаа отошёл Швеции — как и все остальные эстонские земли.

## Правители
- Готфрид, 1228—1229
- вакантно
- Генрих I, 1234—1260
- Герман фон Буксгевден, 1262—1285?
- Генрих II, 1290—1294
- вакантно
- Конрад I 1297(?)—1307(?)
- вакантно
- Хартунг, 1310—1321
- Яков, 1322—1337
- Герман II Осенбрюггский (de Osenbrygge), 1338—1362
- Конрад II, 1363—1374
- Генрих III, 1374—1381
- вакантно
- Уинрих фон Книпрод, 1385—1419
- Каспар Шувенфлюг, 1420—1423
- Кристиан Кубанд, 1423—1432
- Иоганн I, 1432—1438
- Иоганн II, 1439 де-юре — 1457 (де-факто с 1449 как младший Епископ) совместно с
- Людольф Гроув, 1449—1458 (де-факто с 1439, с 1449 в Сааремаа и Даго как старший Епископ)
- Иодокус Хёнштейн, 1458—1471
- Петер Ветберг, 1471—1491
- Иоганн III, 1492—1515
- Иоганн IV, 1515—1527
- Георг фон Тиссенхаузен, 1528—1530
- Рейнгольд фон Буксгевден, 1532—1541
- Иоганн V фон Мюнхгаузен, 1542—1560
- Магнус Ливонский (также принц Дании и герцог Гольштейна), 1560—1572 (протестантский епископ, умер в 1583 году)